# Liste des croiseurs russes et soviétiques
Voici la liste des croiseurs russes et soviétiques ayant servi dans la marine impériale russe, la marine soviétique et l'actuelle flotte maritime militaire de Russie.

## Croiseurs
- Classe Askold
  - Askold (1863)
  - Variag (1862)
  - Vityaz (1862)
- Pamiat Merkouria (1879)
- Amiral Kornilov (1887)
- Svietlana (1896) - coulé à la bataille de Tsoushima en 1905
- Varyag (1899) - endommagé et sabordé à la bataille de Chemulpo en 1904, renfloué et utilisé par le Japon, sous le nom de Soya, revendu 12 ans plus tard à la Russie, démoli en 1921
- Askold (1900) - démoli en 1921
- Boyard (1901) - coulé en 1904
- Classe Svetlana
  - Svetlana (1915) - renommé Profintern, démoli en 1960
  - Amiral Spiridov (1916)
  - Amiral Greig (1916) - échoué 1938
- Classe Amiral Nakhimov
  - Amiral Nakhimov (1916) - renommé Chervona Ukraina en 1926, coulé en 1941
  - Amiral Lazarev (1916) - renommé Krasni Kavkaz en 1932
- Mourmansk (ex-Milwaukee)
- Classe Stalingrad (annulée)

## Croiseurs protégés
- Classe Vityaz 
  - Vityaz (1884) - naufragé en 1893
  - Rynda (1885)
- Classe Pallada : 
  - Pallada (1899) - coulé en 1904, renfloué et utilisé par le Japon, sous le nom de Tsugaru, démoli en 1923
  - Diana (1899) - démoli en 1922
  - Aurore (1900) - préservé à Saint-Pétersbourg
- Novik (1900) - endommagé et sabordé en 1904, renfloué et utilisé par le Japon, sous le nom de Suzuya
- Classe Bogatyr
  - Bogatyr (1901) - démoli en 1922
  - Otchakov (1902) ou Kagoul
  - Pamiat Merkouria (1903) - renommé Komintern, coulé en 1942
  - Oleg (1903) - torpillé en 1919
- Classe Izoumroud
  - Izoumroud (1903) - naufragé en 1905
  - Jemtchoug (1903) - coulé en 1914

## Croiseurs cuirassés
- Classe Amiral général : 
  - Amiral général (1873) - démoli en 1938
  - Duc d'Édimbourg, Gerzog Edinburgski (1875)
- Vladimir Monomaque (1882) - torpillé à la bataille de Tsoushima en 1905
- Dmitri Donskoï (1883) - sabordé après la bataille de Tsoushima en 1905
- Amiral Nakhimov (1885) - torpillé et sabordé à la bataille de Tsoushima en 1905
- Mémoire d'Azov, Pamiat Azova (1888) - torpillé en 1919
- Riourik (1892) - coulé 1904
- Russie Rossia (1896) - démoli en 1922
- Gromoboï (1899) - démoli en 1922
- Classe Baïan :
  - Baïan (1900)
  - Amiral Makarov (1908)
  - Pallada (1906) - torpillé en 1914
  - Baïan II (1907)
- Riourik (1906) - démoli en 1923

## Croiseurs légers
- Classe Kirov
  - Kirov - démoli en 1974
  - Vorochilov (1935) - démoli dans les années 1960
  - Maxime Gorki (1938) - démoli en 1958
  - Molotov (1939) - renommé Slava en 1958
  - Kaganovitch (1943)
  - Kalinine (1943)

- Classe Tchapaïev
  - Tchapaïev (1940)
  - Jelezniakov (1940)
  - Frounze (1940)
  - Kouïbychev (1941)
  - Tchkalov (1948)

+ 5 autres
- Classe Sverdlov (projet 68)

16 navires + 8 annulés en 1959

## Croiseur lance-missiles
- Classe Kynda - projet 58

4 navires
- Classe Kresta I - projet 1134

4 navires
- Classe Kresta II - projet 1134A

10 navires
- Classe Kara - projet 1134.2
  - Nikolaïev (1969)
  - Otchakov (1971) - sabordé en 2014
  - Kertch (1972)
  - Azov (1973)
  - Petropavlovsk (1974)
  - Tachkent (1975)
  - Tallinn (1976)
- Classe Kirov - projet 1144
  - Kirov (1977)
  - Amiral Lazarev (1981)
  - Amiral Nakhimov (1986)
  - Pierre le Grand (1989)

+ 1 annulé
- Classe Slava - projet 1164
  - Moskva (1979) - coulé en 2022
  - Marechal Oustinov (1982)
  - Tchervona Oukraïna (1983)
  - Amiral Lobov (1990)

+ 3 annulés